# 英才路
英才路為臺灣臺中市連接北區、西區的重要道路之一，大致呈C狀，不分段，東抵學士路，南於五權路口接林森路。五權路至臺灣大道段配置雙向四車道；臺灣大道至學士路間則縮減為雙車道，並加上雙向機車道。

## 行經行政區域
（由東到南）
- 北區
- 西區

## 本道路客運
臺中市公車
- 本表更新時間為2015年12月26日。

| 編號 | 業者                       | 路線                        | 行駛區間                        | 備註                   |
| ---- | -------------------------- | --------------------------- | ------------------------------- | ---------------------- |
| 5    | 全航客運                   | 臺中火車站—僑光科技大學     | 向上路－五權路                  |                        |
| 11   | 台中客運 豐原客運 全航客運 | 臺中火車站環線              | 公益路－臺灣大道 西屯路－學士路 |                        |
| 27   | 台中客運                   | 臺中火車站—嶺東科技大學     | 公益路－向上路                  |                        |
| 51   | 豐原客運                   | 莒光新城－圓山新村          | 大雅路－林森路                  | 經屯區藝文中心         |
| 77   | 統聯客運                   | 中科停車場－慈濟醫院        | 學士路－大雅路                  | 經統聯轉運站           |
| 131  | 台中客運                   | 北屯區行政大樓—朝陽科技大學 | 學士路－大雅路                  | 經大里區塗城路、竹仔坑 |
| 159  | 統聯客運                   | 高鐵臺中站—臺中公園         | 學士路－臺灣大道                | 為高鐵快捷公車         |

## 沿線設施

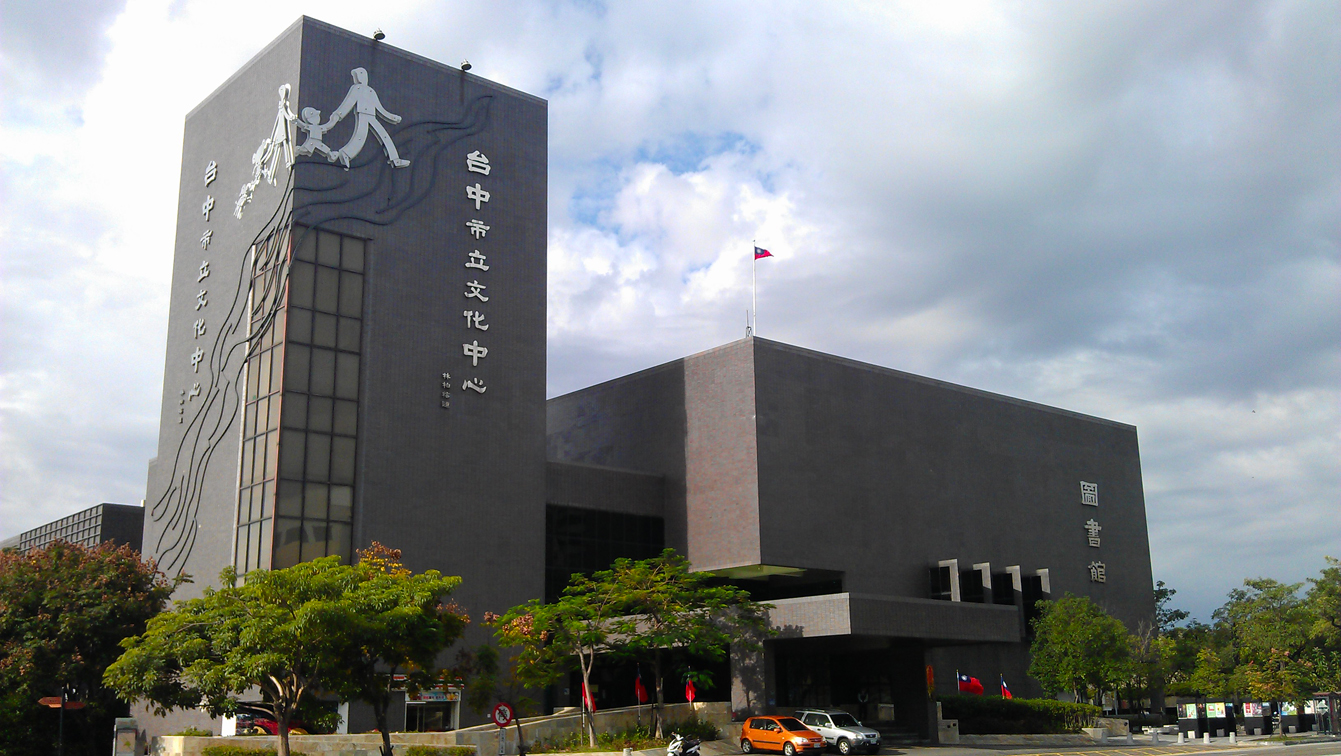
臺中市立大墩文化中心

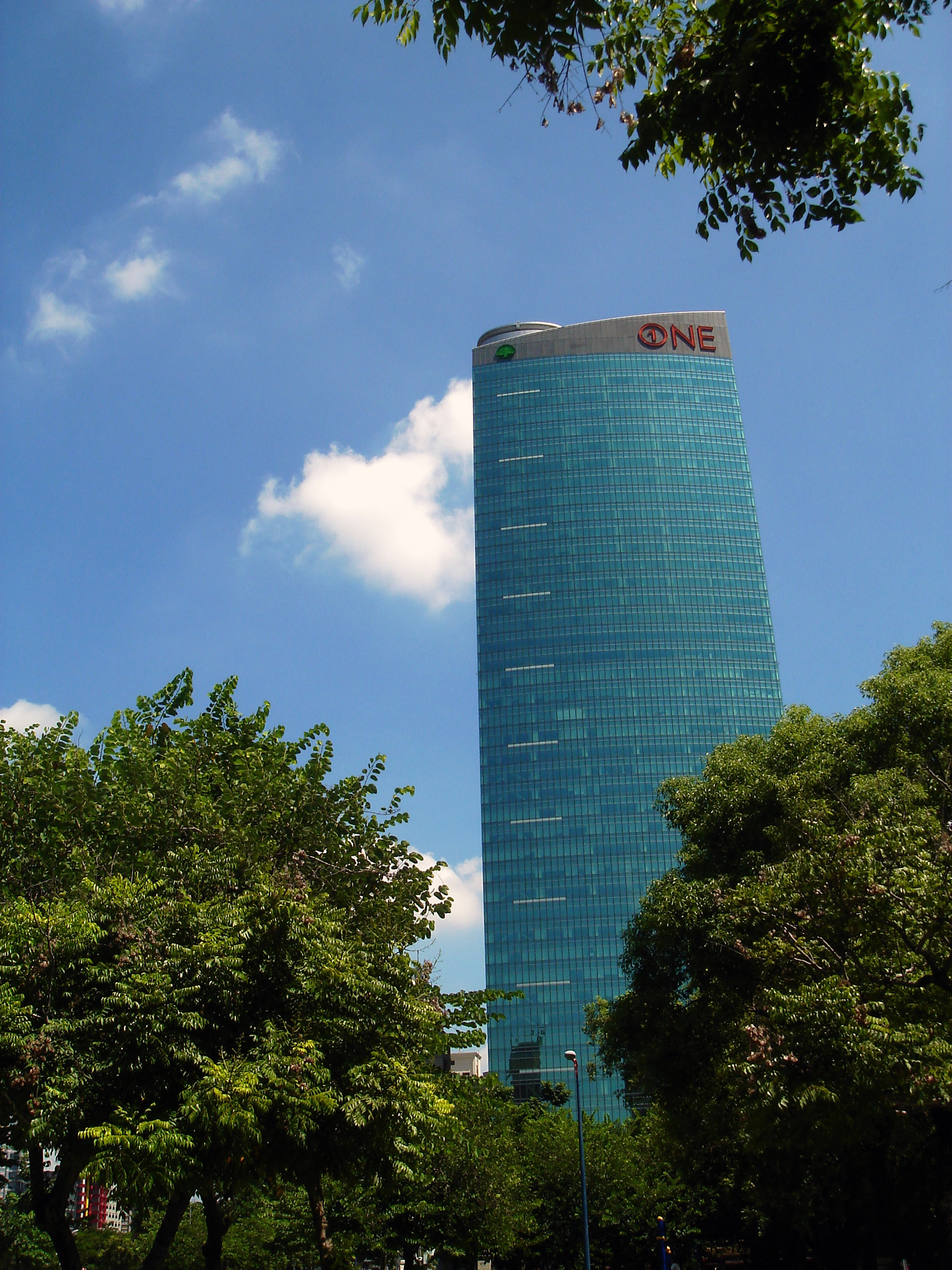
世華國際大樓

（由東到南）
- 中正公園

柳川
- 中國醫藥大學
- 中國醫藥大學附設醫院總院
- 五權國中

中清路
- 梅川園道
- 篤行國小

民權路
- 英才兒童公園

西屯路
臺灣大道二段（台灣大道幹線公車中正國小站）
- 西區中正國小
- NOVA資訊廣場

公益路
- 經國綠園道
  - 市民廣場
- 世華國際大樓
  - 亞緻大飯店 (民國109年3月9日歇業)

向上路
- 法務部調查局台中調查站
- 中華郵政英才郵局（夜間及假日郵局）
- 台灣菸酒公司西區營業所
- 台中大毅老爺行旅
- 國立台灣美術館（側門）
- 臺中市大墩文化中心

梅川
五權路